# Ніка Шакарамі
Ніка Шакарамі (перс. نیکا شاکرمی; 2 жовтня 2005 — вересень 2022) — іранська дівчина, яка зникла 20 вересня 2022 року в Тегерані під час іранських протестів 2022 року після смерті Махси Аміні. Її родина знайшла ії тіло через десять днів, вона померла за підозрілих обставин, підозрюваних у насильстві з боку іранської поліції. Після того, як її тіло було ідентифіковане її сім'єю, вони домовилися поховати її в Хоррамабаді, але тіло було викрадено іранською владою і замість цього поховано у Вейсіані, нібито для того, щоб уникнути похоронної процесії та придушити подальший протест.
Ніка Шакарамі народилася 2 жовтня 2005 року . Про її походження мало що відомо громадськості. Вона мала родинні зв’язки з Хоррамабадом на південному заході Ірану, це місто було рідним містом її батька. Шакарамі жила зі своєю тіткою  і матір'ю  в Тегерані, столиці Ірану, і працювала в кав'ярні.

## Зникнення і смерть
Шакарамі брала участь у протестах  на честь Махси Аміні у вересні 2022 року, спричинених смертю Махси Аміні під вартою в поліції та спрямованих на розширення прав жінок в Ірані. Вона зникла безвісти після протесту на бульварі Кешаварз  у Тегерані 20 вересня. Повідомляється, що вона була «безстрашною» під час протесту і продовжувала безупинно скандувати гасла. За словами її родини, останнім відомим повідомленням було повідомлення, надіслане одному з друзів, у якому вона стверджувала, що ії  переслідують служби безпеки. Очевидно, її розлучили з друзями, оскільки протести ставали все більш багатолюдними та голоснішими. Востаннє друзі бачили її близько сьомої вечора. У ніч на 20 вересня акаунти Шакарамі в Telegram і Instagram були видалені, а її телефон був вимкнений.